# Jean Calvet (ecclésiastique)
 (février 2017).
Si vous disposez d'ouvrages ou d'articles de référence ou si vous connaissez des sites web de qualité traitant du thème abordé ici, merci de compléter l'article en donnant les références utiles à sa vérifiabilité et en les liant à la section « Notes et références ».
Pour les articles homonymes, voir Jean Calvet et Calvet.
Jean Antoine Calvet (né le 17 janvier 1874 à Castelnau-Montratier et mort le 26 janvier 1965 à Sèvres) est un théologien français catholique, spécialiste de littérature française.

## Biographie
Jean Antoine Calvet fit ses études à Toulouse et Paris. Il fut ordonné prêtre en 1896 dans le diocèse de Cahors, obtint en 1897 sa licence ès lettres et réussit en 1902 l'agrégation de lettres. En 1907, il passa son doctorat en droit à l'université de Toulouse avec la thèse De la législation du mariage quant aux points modifiés par la loi du 21 juin 1907 (Toulouse 1908).
De 1903 jusqu'à 1907 il enseigna à l'Institut catholique de Toulouse, de 1908 jusqu'à 1922 au collège Stanislas à Paris. De 1922 à 1939, il fut professeur d'histoire de la littérature française (et à partir de 1934 il fut aussi doyen) à l'Institut catholique de Paris. En 1939, il devint protonotaire apostolique honoraire et porta le titre de Monseigneur. De 1942 à 1946, il fut le successeur d'Alfred Baudrillart comme prorecteur puis recteur de l'Institut catholique de Paris.
L'Académie française lui décerne le prix de la plus grande France en 1939 pour La Littérature religieuse de saint François de Sales à Fénelon et le prix d'histoire-littéraire en 1942 pour l'ensemble de son œuvre.
Il publia d’autres ouvrages sous le pseudonyme de Jean Quercy.

## Quelques œuvres

### Comme auteur

#### Critique littéraire
(août 2025).
- Les Idées morales de Mme de Sévigné (Philosophes et Penseurs; Vol. 416/417). Bloud, Paris 1907
- Notes de littérature et de morale. Les livres au jour le jour. Retaux, Paris 1908 (avec une introduction d'Émile Faguet)
- La Poésie de Jean Aicard. Portrait littéraire et choix de poèmes. Hatier, Paris 1909
- La Prose de Jean Aicard. Étude littéraire et extraits. Hatier, Paris 1910
- Alfred de Vigny. Portrait littéraire et extraits. Beauchesne, Paris 1914
- Manuel illustré d'histoire de la littérature française. Éditeur Gigord, Paris 1966 (EA Paris 1921)[1]
- Les Types universels dans la littérature française. Édition Lanore, Paris 1963/64 (2 vol.) (EA Paris 1925/28)

Prix Narcisse-Michaut de l’Académie française 1929
- Le renouveau catholique dans la littérature contemporaine. Édition Lanore, Paris 1931 (EA Paris 1927).
- D'une critique catholique (La Nef; vol. 1). Édition Spes, Paris 1927[2]
- La Composition française dans les classes de lettres. Gigord, Paris 1935 (EA Paris 1928)
- Littérature française. Bloud & Gay, Paris 1929
- Polyeucte de Corneille. Étude et analyse (Les chefs-d’œuvre de la littérature expliqués). Éditions Mellottée, Paris 1944 (EA Paris 1929)
- L'Enfant dans la littérature française. Édition Lanore, Paris 1930 (2 vol.)
- Les Types universels dans les littératures étrangères. Édition Lanore, Paris, 1963-1964 (2 vol.) (EA Paris 1932)
- Bossuet. L'homme et l'œuvre (Connaissance des lettres; vol. 8). Hatier-Boivin, Paris 1968 (EA Paris 1941)
- Essai sur la séparation de la religion et de la vie. Molière est-il chrétien ?, Paris, Fernand Lanore, 1950
- (en collaboration avec Marcel Cruppi): Le Bestiaire de la littérature française. Édition Lanore, Paris 1954
- (en collaboration avec Marcel Cruppi): Le Bestiaire de l’Antiquité classique. Édition Lanore, Paris 1955
- (en collaboration avec Marcel Cruppi): Les Animaux dans la littérature sacrée. Édition Lanore, Paris 1956
- Visages d'un demi-siècle. Jean Aicard, Mgr Batiffol, Cardinal Baudrillart, E. Faguet, Maréchal Foch, Guynemer, Lord Halifax, Jaurès et son assassin, de Monzie, Maréchal Pétain, P. Portal, P. Poucel, Cardinal Suhard. Grasset, Paris 1958
- Petite histoire de la littérature française. Éd. Gigord, Paris 1971
- Essai sur la séparation de la religion et de la vie. Nizet, Paris 1980[3]

#### Divers
- L'abbé Gustave Morel. Professeur à l'Institut catholique de Paris. Librairie de Saints Pères, Paris 1907[4]
- Petit guide du candidat à la licence ès lettres et du jeune professeur. Bloud, Paris 1907
- En collaboration avec C. Chompret: Grammaire française. Gigord, Paris 1912/17

- Cours élémentaire. 1912
- Cours moyen. 1914
- Cours supérieur. 1917

- Conférences populaires. Beauchesne, Paris 1915/17

- Pour refaire la France. 1915
- Le renouvellement intérieur. 1919

- Le problème catholique de l'union des Églises. Gigord, Paris 1921
- traduction en anglais : Rome and reunion. London 1928
- Un artiste chrétien, Joseph Aubert 1849-1924. Édition Lanore, Paris 1926
- Témoins de la conscience française. Alsatia, Paris 1943
- Esquisse d'une Université. Édition Lanore, Paris 1945
- Saint Vincent de Paul. Michael, Paris 1948; traduction en allemand : Güte ohne Grenzen. Das Leben des heiligen Vincenz von Paul. Verlag Räber, Lucerne 1950[5]
- La Trame des jours. Propos de spiritualité sur l'élémentaire et le quotidien. Paris 1955[6]

Prix Dodo de l'Académie française 1956
- Sainte Louise de Marillac par elle-même. Portrait. Paris 1958[7]) ; traduction en allemand : Luise von Marillac. Die unermüdliche Helferin des heiligen Vinzenz von Paul. Ein Porträt. Verlag Räber, Lucerne 1962
- La Lumière de complies. Aubier, Paris 1960
- Réflexions sur le « Phénomène humain » de Pierre Teilhard de Chardin. Éditions Tolra, Paris 1966

## Comme éditeur
- Jacques Bénigne Bossuet : Œuvres choisies. Hatier, Paris 1934 (Paris 1911).
- Jacques Bénigne Bossuet : Trois oraisons funèbres. Hatier, Paris 1935 (Paris 1929).
- Jacques Bénigne Bossuet : Sermons, Paris 1947 (Paris 1929).
- Vincent de Paul : Textes choisis et commentés. Plon-Nourrit, Paris 1957 (Paris 1913).
- Lettres de Louis Veuillot à mademoiselle Charlotte de Grammont[8]. Lethielleux, Paris 1924.
- Blaise Pascal : Les Pensées sur la religion. Extraits. Édition Lanore, Paris 1953 (Paris 1929).
- Blaise Pascal : Les Provinciales. Extraits. Hatier, Paris 1938.
- Les poètes romantiques. Extraits choisis et annotés. Gigord, Paris 1931.
- Collaboration à l’Histoire de la littérature française. Del Duca, Paris 1955/64 (10 vol., avec une histoire de la langue par Georges Le Bidois et une histoire de l’art par Eugène Langevin):
  - 1. Robert Bossuat : Le Moyen Âge. 1955 (Paris 1931)
  - 2. Raoul Morçay, Armand Müller : La Renaissance. 1967 (titre primitif : La Renaissance, vol. 1)
  - 3. Raoul Morçay : Le Préclassicisme. 1962 (titre primitif : La Renaissance, vol. 2)
  - 4. Henri Gaillard de Champris : Les écrivains classiques. 1960 (Paris 1934)
  - 5. Jean Calvet : La Littérature religieuse de François de Sales à Fénelon. 1956 (Paris 1933)
  - 6. Albert Chérel : De Télémaque à Candide. 1958 (Paris 1933)
  - 7. Henri Berthaut : De Candide à Atala. 1962 (2 Bde., 1958)
  - 8. Pierre Moreau : Le Romantisme. 1957 (1932)
  - 9. René Dumesnil : Le Réalisme et le naturalisme. 1955 (titre primitif : Le réalisme, 1936)
  - 10. Louis Chaigne : Les lettres contemporaines. 1964
- Les Poètes du XIXe siècle. Extraits. Gigord, Paris 1933
- Jean Baptiste Henri Lacordaire: Pages choisies. Fayard, Paris 1934
- (en collaboration avec Robert Lamy): Les Philosophes du XVIIIe siècle. Extraits. Gigord, Paris 1937
- Alfred de Vigny : Les Destinées. Gigord, Paris 1939
- Molière : Le Misanthrope. Gigord, Paris 1939
- Molière : Tartuffe ou l'Imposteur. Gigord, Paris 1946
- Molière : Les Précieuses ridicules. Gigord, Paris 1947
- Jean-Jacques Rousseau : Extraits. Gigord, Paris 1939
- Charles de Secondat, Baron de Montesquieu : Extraits. Gigord, Paris 1940

## Liens Internet
- Henry Gaillard de Champris, « Mgr Jean Calvet prorecteur de l'Institut Catholique », Revue des Deux Mondes,‎ janvier 1943 (lire en ligne)
- Albert Chérel, « Jean Calvet, La littérature religieuse de François de Sales à Fénelon », Revue de l’histoire de l’Église de France, t. 25, no 107,‎ 1939, p. 229-231 (lire en ligne).

- Ressource relative à la littérature :   - Académie française (lauréats)
- Notices d'autorité :   - VIAF
  - ISNI
  - BnF (données)
  - IdRef
  - LCCN
  - GND
  - Italie
  - Belgique
  - Pays-Bas
  - Pologne
  - Israël
  - NUKAT
  - Catalogne
  - Vatican
  - Australie
  - Tchéquie
  - Lettonie
  - Grèce